# Cryptochia excella
Cryptochia excella är en nattsländeart som beskrevs av Donald G. Denning 1964. Cryptochia excella ingår i släktet Cryptochia och familjen husmasknattsländor. Inga underarter finns listade i Catalogue of Life.